# Spottsville (Kentucky)
Spottsville es un lugar designado por el censo ubicado en el condado de Henderson en el estado estadounidense de Kentucky. En el Censo de 2010 tenía una población de 325 habitantes y una densidad poblacional de 261,42 personas por km².

## Geografía
Spottsville se encuentra ubicado en las coordenadas 37°51′19″N 87°25′11″O / 37.85528, -87.41972. Según la Oficina del Censo de los Estados Unidos, Spottsville tiene una superficie total de 1.24 km², de la cual 1.22 km² corresponden a tierra firme y (1.88%) 0.02 km² es agua.

## Demografía
Según el censo de 2010, había 325 personas residiendo en Spottsville. La densidad de población era de 261,42 hab./km². De los 325 habitantes, Spottsville estaba compuesto por el 95.69% blancos, el 0.92% eran afroamericanos, el 1.23% eran amerindios, el 0% eran asiáticos, el 0% eran isleños del Pacífico, el 1.23% eran de otras razas y el 0.92% pertenecían a dos o más razas. Del total de la población el 2.46% eran hispanos o latinos de cualquier raza.